# Jaborosa oxipetala
Jaborosa oxipetala är en potatisväxtart som beskrevs av Carlos Luis Spegazzini. Jaborosa oxipetala ingår i släktet Jaborosa och familjen potatisväxter. Inga underarter finns listade i Catalogue of Life.